# Basil Liddell Hart
Sir Basil Henry Liddell Hart (Parigi, 31 ottobre 1895 – Londra, 29 gennaio 1970) è stato uno storico, militare e giornalista britannico.

## Biografia
Basil Henry Hart nacque il 31 ottobre 1895 a Parigi, da una famiglia metodista. Studiò al Corpus Christi college di Oxford, poi entrò nel King's Own Yorkshire Light Infantry. Allo scoppio della prima guerra mondiale si arruolò nell'esercito britannico, partecipando con il grado di capitano alla battaglia della Somme. Fu decorato per il suo coraggio e subì un'intossicazione da gas. Dopo la guerra rimase nell'esercito. Nel 1921 aggiunse al suo cognome quello della madre, divenendo Basil Henry Liddell Hart. Quello stesso anno e nel 1922 soffrì di due leggeri attacchi cardiaci, probabilmente in conseguenza dell'esposizione ai gas; di conseguenza l'anno seguente fu posto a mezzo servizio.
Nel 1927 si ritirò dai corpi d'addestramento dell'esercito, nei quali prestava servizio da dopo la guerra. Da allora iniziò la sua attività di studioso di tattica e strategia militare, per trovare una via alternativa ai massacri di cui lui stesso era stato testimone. Lavorava come analista militare e cronista sportivo di tennis per The Daily Telegraph e per The Times. Durante la seconda guerra mondiale collaborò come consigliere con alcuni alti comandi inglesi. Dopo la guerra iniziò una lunghissima serie di lezioni e conferenze in tutto il mondo, accompagnata da una vasta produzione di articoli e libri. Intervistò un gran numero di generali tedeschi detenuti nei campi di prigionia, interviste che confluirono nel libro The other side of the hill. Riuscì a convincere la moglie ed il figlio di Erwin Rommel a lasciargli pubblicare il carteggio del feldmaresciallo morto nel 1944. Nel 1966 divenne Sir.
Morì il 29 gennaio 1970 a Londra: dopo la sua scomparsa, la moglie Kathleen curò la pubblicazione della sua Storia militare della Seconda Guerra Mondiale, summa delle sue cognizioni militari e storiche. La biografia ufficiale di Basil Liddell Hart è stata scritta da Alex Danchev e s'intitola Alchemist of War: The Life of Basil Liddell Hart. Ad essa ha collaborato anche Kathleen Liddell Hart, vedova dello storico. La biblioteca di Liddell Hart è custodita dal Liddell Hart Centre for Military Archives al King's College di Londra.

## Controversie
Il 4 settembre 2006 documenti desecretati del MI5 rivelarono che il servizio segreto britannico sospettava che vi fosse stata una fuga di notizie sui piani relativi allo sbarco in Normandia nel giugno 1944 (D-Day) e che Liddell Hart fosse a conoscenza di ogni loro dettaglio tre mesi prima dell'operazione e che li avesse studiati e discussi al punto da stendere una critica sui medesimi dal titolo Some Reflections on the Problems of Invading the Continent (Alcune riflessioni sui problemi dell'invasione del Continente), che aveva fatto circolare presso politici e militari di sua conoscenza. Affermò inoltre che la Wehrmacht avrebbe utilizzato teorie e tattiche belliche formulate dal suo collaboratore militare John F.C. Fueller contro le forze alleate.
Il suo precedente atteggiamento critico circa il modo con il quale la guerra era stata combattuta da parte inglese ed alleate sollevò ulteriori sospetti, anche di avere simpatia per i tedeschi, sebbene i più aggiornati biografi accolgano la difesa espressa da Liddell Hart, secondo il quale i piani cui ci si riferiva erano stati elaborati da egli stesso autonomamente e che non gli erano stati passati furtivamente. Winston Churchill pretendeva l'arresto di Liddell Hart, ma il servizio MI5 preferì porlo sotto stretta sorveglianza, intercettando le sue telefonate e la sua corrispondenza.

## Teorie
Dallo studio degli strateghi del passato (in particolare Napoleone, Scipione e Sun Tzu), da idee personali e dall'opera di J.F.C. Fuller, Liddell Hart ricava la sua dottrina militare, di cui troverà conferme nelle strategie di Erwin Rommel, Heinz Guderian ed Erich von Manstein. La dottrina militare di Liddell Hart poggia su 6 assiomi:
- L'approccio indiretto è il migliore, fare cadere una posizione nemica assaltandone un'altra o colpendola attraverso vie più lunghe ma meno difese è il modo migliore per agire. A livello strategico l'approccio indiretto può essere anche il colpire il paese nemico privandolo delle risorse per proseguire la guerra.
- Per sconfiggere un nemico non bisogna distruggerne le forze in battaglia (guerra d'annientamento teorizzata da Von Clausewitz) ma bisogna vibrare un colpo sufficientemente violento da paralizzarne la capacità di reazione.
- Forze completamente motorizzate e cingolate (per non dover dipendere dalle strade, facilmente difendibili), agendo autonomamente e penetrando in profondità, possono tagliare le vie di comunicazione del nemico portandolo al crollo.
- La strategia però non deve essere necessariamente offensiva, posizioni ben presidiate, naturalmente forti e difese in modo elastico, cioè tenendo in conto la possibilità di ritirate strategiche, l'esempio più lampante portato da Liddell Hart è la difesa condotta da Rommel in Africa o da Heinrici in Russia.
- Liddell Hart ribadisce l'assioma napoleonico dell'importanza di avere la superiorità locale sul nemico, non serve avere eserciti immensi, basta che la velocità di movimento consenta di schierare nel punto decisivo forze sufficienti.
- In generale Liddell Hart afferma che un esercito piuttosto che sulla forza numerica si debba basare sulla qualità e sull'addestramento accurato.

### Studi sulla seconda guerra mondiale
Nel 39º capitolo della sua Storia militare della Seconda Guerra Mondiale Liddell Hart condanna l'utilizzo delle bombe atomiche come inutile e barbaro, e dimostrerebbe come e perché il Giappone si sarebbe arreso comunque entro poche settimane, senza che fosse necessario invaderlo o bombardarlo: la pressoché totale distruzione della flotta mercantile giapponese, scarsamente difesa, ad opera della flotta di sommergibili statunitense; la campagna di bombardamenti convenzionali ad opera della flotta statunitense di bombardieri B-29, che ottenne effetti devastanti sulle principali città giapponesi (le bombe incendiarie su Tokyo il 9-10 marzo 1945 distrussero più di 267.000 edifici ed uccisero 185.000 civili); l'invasione della Manciuria da parte dell'Armata Rossa. Così come nel 28º capitolo si scaglia contro la decisione alleata di bombardare Montecassino, che oltre a distruggere uno dei più grandi patrimoni culturali dell'umanità, permise alle truppe del feldmaresciallo Kesselring di usarne le rovine come formidabile avamposto.
Ma la sua conclusione più importante è nei capitoli 1, 2 e nella parte nona (cap. 40): secondo Liddell Hart, il Regno Unito e la Francia, con la politica dell'appeasement, culminata negli accordi di Monaco, spalancarono le porte dell'Europa alle barbarie del Nazismo. A livello più strettamente militare per Liddell Hart l'occupazione tedesca della Cecoslovacchia privò gli Alleati occidentali di 35 preziose divisioni, oltre a fornire ad Hitler un poderoso arsenale bellico. Inoltre, secondo l'autore, il passo fatale che mise la Germania nazista in una condizione di vantaggio strategico sugli Alleati occidentali fu l'occupazione della Renania.
Alcuni capitoli del libro vengono spesi a smentire il falso mito secondo cui l'attacco tedesco alla Francia era irresistibile: Liddell Hart dimostra che le forze armate francesi erano superiori per numero e armamenti (specie in fatto di artiglieria pesante e carri armati), ma erano guidate da comandi poco risoluti ed agivano secondo tattiche e strategie "statiche" ed ormai antiquate, mentre le forze tedesche, orientate ad una marcata mobilità, erano guidate sul campo da comandanti estremamente energici come Heinz Guderian ed Erwin Rommel, ed agivano secondo l'eccellente piano operativo (denominato Sichelschnitt, "colpo di falce") preparato da Erich von Manstein.

## Opere
- New Methods of Infantry Training (1918)
- Paride o il futuro della guerra (Paris, or The Future of the War, 1925), a cura del Generale Fabio Mini, Gorizia, LEG, 2007, ISBN 978-88-61-02013-9.
- Science of Infantry Tactics (1926)
- The Re-making of Modern Armies (1927)
- Great Captains Unveiled (1927)
- Scipione Africano. Un uomo più grande di Napoleone (A Greater Than Napoleon: Scipio Africanus, 1926), Prefazione di Enrico Corradini, Collezione Le Vite, Firenze, Le Monnier, 1929.
  - Scipione Africano. Un uomo più grande di Napoleone, Stato Maggiore dell'Esercito. Ufficio Storico, Roma, 1975;
  - Scipione Africano. Un uomo più grande di Napoleone, trad. G. Montanari, Collana Biografie, Milano, Rizzoli, 1981;
  - Scipione l'Africano, il condottiero che sconfisse Annibale, Milano, BUR, 1987-1999;
  - Scipione Africano. Un uomo più grande di Napoleone Milano, Fabbri Editori, 2000;
  - Scipione Africano. Un uomo più grande di Napoleone, Corriere della Sera, 2006.
- Reputations: Ten Years After, 1928
- Sherman, 1929
- Foch, 1931
- The Ghost of Napoleon, 1933
- Lawrence d'Arabia (T.E. Lawrence. In Arabia and After, 1934), Collana Biografie, Milano, Bompiani, 1984.
- La Prima Guerra Mondiale 1914-1918 (The Real War 1914-1918, 1930; A History of the First World War, 1934), traduzione di Vittorio Ghinelli, Collana Storica, Milano, Rizzoli, 1968.
- When Britain Goes to War, 1935
- The Future of Infantry, 1936
- The War in outline 1914-1918,	1936
- Europe in Arms, 1937
- The Defence of Britain, 1939
- Dynamic Defence, 1940
- The Current of War, 1941
- This Expandig War, 1942
- Thoughts on War 1919-1939, 1944
- Why We Don't Learn From History?, 1944
- The Revolution in Warfare, 1946
- Storia di una sconfitta. Parlano i generali del III Reich (German generals Talk, 1948), II ed. riveduta e aumentata, Collana Storica, Milano, Rizzoli, 1971  [1949, con il titolo I generali tedeschi narrano...].
- Defence of West, 1950
- The Other Side of the Hill, 1951
- The Letters of Private Wheeler (Napoleonic Wars), 1951
- The Rommel Papers, 1953
- Strategy. The indirect approach, 1954
- The Soviet Army, 1956
- The Tanks. The History of Royal Tank Regiment and Its Predecessors, 1959
- La prossima guerra (Deterrent or Defence, 1960), Roma, Il Borghese, 1962.
- L'arte della guerra nel XX secolo, memorie (The Liddell Hart Memories, 1965), Milano, Mondadori, 1971.
- The Strategy of Civilian Defence, 1967
- Churchill. Four Faces and the Man, 1969
- Storia militare della Seconda Guerra Mondiale (History of the Second World War, 1970), traduzione di Vittorio Ghinelli, Collezione Le Scie, Milano, Mondadori, 1970.